# Abel Camará
Abel Issa Camará (ur. 6 stycznia 1990 w Bissau) – piłkarz z Gwinei Bissau grający na pozycji napastnika. Od 2008 jest piłkarzem klubu CF Os Belenenses.

## Kariera piłkarska
Swoją karierę piłkarską Camará rozpoczął w 2002 roku w klubie Real Massamá. W 2004 roku podjął treningi w AD Oeiras, a w 2007 roku zadebiutował w nim w piątej lidze portugalskiej. W 2008 roku przeszedł do CF Os Belenenses. W sezonie 2009/2010 trafił z niego na wypożyczenie do Estreli Amadora, grającej w Segunda Divisão (III poziom rozgrywek). W 2010 roku wrócił do Belenenses. 29 sierpnia 2010 zadebiutował w nim w drugiej lidze w zremisowanym 1:1 domowym meczu z CD Aves.
Na początku 2012 roku Camará został wypożyczony do pierwszoligowego SC Beira-Mar. Swój debiut w nim zaliczył 12 lutego 2012 w przegranym 0:1 domowym meczu z Vitórią Guimarães. W Beira-Mar spędził półtora roku. W sezonie 2012/2013 spadł z nim do drugiej ligi.
W 2013 roku Camarę wypożyczono do Petrolulu Ploeszti. W lidze rumuńskiej swój debiut zaliczył 4 sierpnia 2013 w zremisowanym 0:0 domowym meczu z FC Brașov. W Petrolulu grał przez rok.
W 2015 roku Camará trafił na kolejne wypożyczenie, tym razem do saudyjskiego Al-Faisaly FC. Zadebiutował w nim 16 października 2015 w zremisowanym 2:2 domowym meczu z Al-Wehda. Latem 2016 wrócił do Belenenses.
| Sezon   | Klub              | Kraj             | Rozgrywki       | Mecze | Gole |
| ------- | ----------------- | ---------------- | --------------- | ----- | ---- |
| 2007/08 | AD Oeiras         | Portugalia       | AF Lisboa       | ?     | ?    |
| 2008/09 | CF Os Belenenses  | Portugalia       | Primeira Liga   | 0     | 0    |
| 2009/10 | Estrela Amadora   | Portugalia       | Segunda Divisão | 28    | 6    |
| 2010/11 | CF Os Belenenses  | Portugalia       | Segunda Liga    | 23    | 4    |
| 2011/12 | CF Os Belenenses  | Portugalia       | Segunda Liga    | 15    | 4    |
| 2011/12 | SC Beira-Mar      | Portugalia       | Primeira Liga   | 9     | 0    |
| 2012/13 | SC Beira-Mar      | Portugalia       | Primeira Liga   | 21    | 5    |
| 2013/14 | Petrolul Ploeszti | Rumunia          | Liga I          | 16    | 1    |
| 2014/15 | CF Os Belenenses  | Portugalia       | Primeira Liga   | 25    | 1    |
| 2015/16 | CF Os Belenenses  | Portugalia       | Primeira Liga   | 4     | 0    |
| 2015/16 | Al-Faisaly FC     | Arabia Saudyjska | I liga          | 20    | 3    |
| 2016/17 | CF Os Belenenses  | Portugalia       | Primeira Liga   |       |      |

## Kariera reprezentacyjna
W reprezentacji Gwinei Bissau Camará zadebiutował 16 listopada 2010 roku w przegranym 0:2 towarzyskim meczu z Republiką Zielonego Przylądka. W 2017 roku został powołany do kadry na Puchar Narodów Afryki 2017.